# ظرف توالی (سی پلاس‌پلاس)
دک‌ها (به انگلیسی: deque)(تلفظ: Deck)(مخفف: Double-ended queque) آرایه‌هایی هستند که جزعی از کتابخانه استاندارد قالب به حساب می‌آیند. این آرایه‌ها مانند Vector (C++) هستند اما دو تا انتها دارند. در دک‌ها نه تنها در انتهای آرایه بلکه در شروع دنبال نیز می‌توان عناصر را اضافه کرد. بر خلاف وکتورها، دک‌ها نمی‌توانند تمامی عناصرشان را در مکان‌های ذخیره‌سازی مداوم نگهداری کنند و استفاده از نشانگر برای دک‌ها باعث رفتار پیش‌بینی نشده می‌شود.
تمامی توابع دک‌ها مانند توابع Vector (C++) هستند.